# Валичела (Асколи Пичено)
Валичела (итал. Vallicella) насеље је у Италији у округу Асколи Пичено, региону Марке.
Према процени из 2011. у насељу је живело 18 становника. Насеље се налази на надморској висини од 463 м.